# Oldřich Dočekal
Oldřich Dočekal (* 22. února 1946) je český politik, bývalý senátor za obvod č. 57 – Vyškov, bývalý starosta obce Hrušky a člen KDU-ČSL.

## Vzdělání, profese a rodina
Před zvolením do senátu pracoval jako úředník VZP.

## Politická kariéra
Ve volbách 1996 se stal členem horní komory českého parlamentu, přestože jej v prvním kole porazil občanský demokrat Karel Slezák v poměru 30,39 % ku 22,35 % hlasů. Ve druhém kole křesťanský demokrat obdržel 59,19 % hlasů a byl zvolen do Senátu, kde se angažoval ve Výboru pro zahraniční věci, obranu a bezpečnost, kde v letech 1998–2000 zastával post místopředsedy. V roce 2002 předsedal Podvýboru pro boj s korupcí. Ve volbách 2002 chtěl mandát obhajovat, ale v primárkách KDU-ČSL prohrál s Františkem Adamcem a tudíž se voleb nezúčastnil.
Ve funkčním období 2006–2010 vykonával funkci starosty obce Hrušky.